# Арсова къща
Арсовата къща е архитектурна забележителност в центъра на град София, България.

## Местоположение
Намира се на улица „Мальовица“ № 6 (навремето улица „Самоковска“).

## История
Построена е от търговеца и предприемач Андрея Арсов от град Щип, преселник в София, за негов дом. Създадена е в периода 1911 – 1912 година по проект на виенския архитект Карл Хайнрих, а декорацията на фасадата ѝ е от скулптора Андреас Грайс, австриец, придворен декоратор на цар Фердинанд. Характерна е раздвижеността и непридвидимостта на формите, както и изплетената от дърво решетка на вътрешната веранда. Забележителна е с двата различни по форма купола на покрива.
След Втората световна война къщата е отдадена под наем, а по-късно е продадена. През 1996 година „Литекско България“, инвестиционна компания, фокусирана и върху възстановяване на стойностни стари сгради в Европа, купува първия етаж и започва реставрация. През 2011 година придобива собствеността на целия имот и извършва цялостна реконструкция и реставрация по проект  на арх. Руси Делев, отличена с награда от Камарата на архитектите в България.
Къщата на Андрей Арсов е обявена за недвижима културна ценност от местно значение през 1978 година.

## Описание
Сградата, разположена в дъното на имота, има изявен главен вход откъм главната западна фасада, водещ към първия етаж, и страничен вход за прислугата в северния ъгъл, свързан с представително вито стълбище. Къщата се състои от един подземен и два надземни етажа. Конструкцията ѝ е масивна, носещите керамични зидове са по 30 см по етажите, каменните основи в подземния етаж са 55 cm. Подовата конструкция за всички нива е от 2-Т метални профили през 90 – 100 cm с пълнеж между полетата от сгуробетон. Подовата настилка е дюшеме 3 cm върху носещи дървени греди.
Забележителни са двата купола на къщата, съборени през 60-те години на XX век, а през 2012 – 2013 година реставрирани по снимки. Южният купол е над спалнята на собственика на сградата, а доминиращият северен купол е над ъгловия стълбищен ризалит.